# Na jug (Bizgeci)
Na jug je naslov druge od dveh animiranih epizod serije Bizgeci, ki sta seriji služili kot pilot. Izšel je leta 2003. Režiral ga je Grega Mastnak.

## Zgodba
Poletju sledi hladna jesen in Koki se odloči odpraviti v tople kraje. S seboj vzame še Profesorja ter Biga in Figa. Doma ostane Kokijev maček Nero.
Koki, Profesor, Bigo in Figo skozi vso epizodo sledijo Kokijevem kompasu, ki ima zamenjane oznake smeri neba. Da kompas ne kaže prave poti se zavejo šele ko zmrznejo v severnih gorah. Takoj se odpravijo domov, kjer prekinejo mačjo zabavo.

## Predstavitev na 6. festivalu slovenskega filma
Epizoda Na jug je bila poleg Češenj predstavljena na 6. festivalu slovenskega filma, Celje 2003 kot delo Grege Mastnaka.